# Орден Фенікса (Гаррі Поттер)
О́рден Фе́нікса — в серії романів англійської письменниці Дж. К. Роулінг про Гаррі Поттера — організація, що була заснована Албусом Дамблдором для боротьби зі смертежерами — прибічниками Лорда Волдеморта — під час Першої війни чаклунів.

## Виникнення Ордену Фенікса
Коли Том Редл почав називати себе Волдемортом і оголосив війну чаклунам світу, Албус Дамблдор зробив спробу взяти ситуацію в свої руки. Для цього він створив організацію Орден Фенікса, в яку увійшли його найвідданіші прибічники. Метою організації було протистояти Волдеморту та його смертежерам, встановити порядок у світі. За цей час Орден зазнав втрат — загинуло багато членів Ордену від рук смертежерів та самого Темного Лорда. Перший терор Волдеморта завершився вбивством Лілі та Джеймса Поттерів та невдалою спробою знищити їх сина. Після цього Волдеморт втратив сили, його прибічники або перейшли на світлий бік, чим зрадили Лорда, або були впіймані та перебували у Азкабані. Орден Фенікса після Першої Чаклунської Війни продовжував існувати, проте був неактивним, а його члени виконували окремі доручення Албуса Дамблдора.

### Перший склад Ордену
| член Ордену Фенікса      | Досягнення та операції |
| ------------------------ | --- |
| Сіріус Блек              | Втік із в'язниці Азкабан для того, щоб помститися Пітерові Петіґру, що зрадив його найкращих друзів — Джеймса Поттера та його дружину Лілі. |
| Едґар Боунз              | Вбито разом із дружиною та дітьми протягом Першої війни. Едгар — брат керівниці відділення магічного правопорядку Амелії Боунз. Його племінниця, Сьюзен Боунз, навчається у Гоґвортсі (гуртожиток Гафелпаф) разом із Гаррі Поттером |
| Емеліна Венс             | |
| Рубеус Геґрід            | За допомогою летючого мотоцикла Сіріуса Блека доставив Гаррі Поттера до будинку Дурслів після того, як Волдеморт вбив його батьків. Під час операції «Семеро Поттерів», метою якої було доставити Гаррі Поттера до будинку «Барліг», перевозив Гаррі Поттера на летючому мотоциклі. |
| Албус Дамблдор           | засновник Ордену |
| Еберфорс Дамблдор        | брат Албуса |
| Дідалус Діґл             | Підтримував Дамблдора в боротьбі проти Волдеморта. Після того, як Темний Лорд зник, влаштував зорепад в Кенті |
| Кередок Дірборн          | Пропав безвісти під час Першої війни (через півроку після заснування Ордену). |
| Елфаєс Додж              | Друг Албуса Дамблдора, про нього згадує в своїй книзі Ріта Скітер (автор Дамблдорового некролога). |
| Френк, Аліса Лонґботоми  | (батьки Невіла Лонґботома). Відомі аврори. Тричі зустрічалися в битві із Волдемортом до 1981 року. Втратили глузд через закляття «Круціатус» («Cruciatus»), що здійснила група смертежерів під керівництвом Белатриси Лестранж. Нині перебувають у відділені лікарні Святого Мунґо. |
| Ремус Люпин              | Брав участь у операції «Семеро Поттерів». |
| Мінерва Макґонеґел       | Викладач трансфігурації у Гоґвортсі. Вихователь Ґрифіндору. |
| Марліна Маккінон         | Загинула через 2 тижні після заснування Ордену від смертежерів (серед яких був Треверс, за свідченням Ігора Каркарофа) разом із усією свою родиною |
| Дорка Медоуз             | Загинула від рук самого Лорда Волдеморта |
| Аластор Муді             | Колишній аврор, який брав участь у операції «Семеро Поттерів». |
| Пітер Петіґру            | Увійшов до Ордену разом зі своїми друзями Поттером, Блеком та Люпином. Проте перейшов до смертежерів, зрадив Поттерів. Після чого сфальсифікував власну загибель від руки Сіріуса Блека, за що того було ув'язнено в Акзабані. Переховувався в родині Візлів під виглядом щура Скеберса. Коли його дії були розкриті Сіріусом Блеком та Ремусом Люпином, втік, знайшов Волдеморта та допоміг йому відновити своє тіло. |
| Стержис Подмор           | Рон Візлі про нього казав: «це той тип, якому ніби в голову соломи напхали» |
| Джеймс Поттер            | Разом із дружиною підтримували Дамблдора. Подружжя було вбито особисто Лордом Волдемортом. |
| Лілі Поттер              | Помираючи, віддала всю свою силу для того, щоб захистити сина Гаррі. |
| Ґідеон та Фабіан Превети | Брати Молі Візлі, яких вбили п'ятеро смертежерів (Антонін Дологов у тому числі). «Ґідеон Превет… Щоб убити його та його брата Фабіана — геройські були хлопці — смертежерам довелося напасти вп'ятьох…» (Аластор Муді, ГП і ОФ). Молі подарувала на сімнадцятиліття Гаррі Поттеру годинник Фабіана. |
| Северус Снейп            | Був шпигуном Ордену серед смертежерів. Вбитий особисто Лордом Воландемортом. |
| Бенджі Фенвик            | Був вбитий смертежерами. |

## Відродження організації
Через 14 років після зникнення Лорду Волдемортові повернув його тіло Пітер Петіґру (Червохвіст), що переховувався під виглядом пацюка (Скеберса), оскільки був анімагом (події в книгах «Гаррі Поттер і в'язень Азкабану», «Гаррі Поттер і келих вогню»). Він почав втілювати в життя свої темні плани, тому Дамблдор змушений був скликати другий склад Ордену Фенікса, до якого увійшли як члени першого склику організації, так і новобранці, що фактично стали заміною загиблим у Першій війні. Близько року Орден працював нелегально, оскільки Міністерство Магії на чолі із Міністром Корнеліусом Фаджем відмовлялися визнати те, що Волдеморт відновив свої сили.
Штаб-квартира Ордену розташувалася в помешканні Сіріуса Блека, що належало його матері, а після смерті Сіріуса перейшла Гаррі Поттеру — будинок 12 на площі Ґримо в Лондоні. Смерть Дамблдора в книзі «Гаррі Поттер і Напівкровний Принц» зробила розташування штаб-квартири небезпечним, тому Орден перебрався у «Барліг» — маєток Візлів.
У п'ятій книзі «Гаррі Поттер і Орден Фенікса» члени Ордену по черзі охороняли пророцтво Сивіли Трелоні, що зберігалося у Міністерстві Магії (відділі таємниць на дев'ятому рівні), також слідкували за безпекою Гаррі Поттера (супроводжували його від помешкання Дурслів до штаб-квартири Ордену, від площі Ґримо до Гоґвортсу). Рубеус Геґрід у супроводі Олімпії Максім отримали окреме завдання — вони таємно вирушили до велетнів, щоб завербувати їх на бік Дамблдора (проте їм це не вдалося зробити).
У кінці п'ятої книги члени Ордену (Сіріус Блек, Ремус Люпин, Дикозор Муді, Тонкс, Кінґслі Шеклболт та Дамблдор) беруть участь у битві у відділі таємниць Міністерства магії, унаслідок чого Сіріус Блек загинув, а Тонкс потрапила до лікарні Святого Мунґо.

### Другий склад Ордену
Книга «Гаррі Поттер і Орден Фенікса»
| член Ордену Фенікса    | Досягнення та операції |
| ---------------------- | --- |
| Сіріус Блек            | Надав своє родинне помешкання для розташування штаб-квартири Ордену. Брав участь у битві у відділі таємниць Міністерства Магії (допоміг перемогти двох смертежерів). Загинув від руки своєї родички Белатриси Лестранж. |
| Емеліна Венс           | Увійшла у склад передового загону, що допоміг Гаррі Поттеру дістатися штаб-квартири Ордену Фенікса з будинку Дурслів («Гаррі Поттер і Орден Фенікса»). Загинула влітку 1996 року («Гаррі Поттер і Напівкровний Принц») через інформацію, що надав смертежерам Северус Снейп (проте ця версія є сумнівною, оскільки Снейп підтримував Дамблдора).               |
| Артур Візлі            | Під час його чергування у відділі таємниць Міністерства магії на нього напала змія Волдеморта Наджіні (це побачив Гаррі Поттер через зв'язок із Темним Лордом, тому Артура вдалося врятувати). |
| Білл Візлі             | |
| Молі Візлі             | Брала участь у зборах Ордену Фенікса, організувала операцію «Чистка» у штаб-квартирі Ордену Фенікса. Підтримувала штаб-квартиру у чистоті та зробила його придатним до життя. |
| Чарлі Візлі            | |
| Рубеус Геґрід          | У книзі «Гаррі Поттер і Орден Фенікса» вербував до Ордену велетнів (безуспішно). Брав участь у операції «Семеро Поттерів», метою якої було безпечно доставити Гаррі в «Барліг» і перевіз Гаррі Поттера на летючому мотоциклі. |
| Албус Дамблдор         | Відновив організацію після повернення Волдеморта |
| Гестія Джонс           | Увійшла до складу передового загону, що доправив Гаррі Поттера у штаб-квартиру Ордену із будинку Дурслів у п'ятій книжці. |
| Дідалус Діґл           | Також входив до складу передового загону. |
| Елфаєс Додж            | Входив до передового загону |
| Ремус Люпин            | Входив до складу передового загону. Брав участь у битві у відділі таємниць Міністерства магії. Брав участь у операції «Семеро Поттерів». |
| Мінерва Макґонеґел     | Підтримувала ідеї Дамблдора, усіляко допомагала йому. Використовувала свою можливість перетворюватися на кота в інтересах організації. |
| Аластор (Дикозор) Муді | Входив до складу передового загону. Брав участь у битві у відділі таємниць Міністерства магії |
| Стержис Подмор         | Працівник Міністерства Магії, що допомагав Ордену Фенікса стерегти пророцтво Трелоні, поки його не було заарештовано при спробі проникнути до відділу таємниць (Міністерство намагалося знищити всіх прибічників Дамблдора). Було засуджено до шестимісячного перебування в Азкабані. Можливо, перебував під закляттям «Імперіус» («Imperius») Луціуса Мелфоя. |
| Северус Снейп          | Брав участь у зборах Ордену Фенікса. За наказом Дамблдора, навчав Гаррі Поттера блокології. Входив до найближчого оточення Волеморта, шпигував на користь Ордену. |
| Німфадора Тонкс        | Аврор. Входила до складу передового загону. Брала участь у битві у відділі таємниць Міністерства Магії (її було поранено, тому перебувала у лікарні Святого Мунґо). Брала участь у операції «Семеро Поттерів». |
| Арабелла Фіґ           | Літня жінка-сквиб, що таємно за наказом Дамблдора спостерігала за Гаррі Поттером, коли той перебував у Дурслів. |
| Манданґус Флетчер      | Допомагав Ордену своїми знаннями шахрайського світу. Мав охороняти Гаррі Поттера влітку під час нападу дементорів, який влаштувала Долорес Амбридж. Під закляттям «Імперіус», яке на нього наклав Снейп, підказав Ордену ідею операції «Семеро Поттерів» та брав у ній участь, перетворившися на Гаррі за допомогою багатозільної настійки.                    |
| Кінґслі Шеклболт       | Аврор. Входив до складу передового загону. Брав участь у битві у відділі таємниць Міністерства Магії. Охороняв маґлівського прем'єр-міністра. |

Книга «Гаррі Поттер і Напівкровний Принц»
- Убито Емеліну Венс
- Члени Ордену, які працювали аврорами, захищали Гоґвортс від смертежерів.
- Ремус Люпин слугував Орденові як шпигун серед вовкулак та намагався переконати їх не приєднуватися до смертежерів.

## Інші члени Ордену Фенікса

### Френк, Аліса Лонґботоми
Аврори в минулому, члени першого ордену фенікса. Тричі зустрічалися в сутичці із Волдемортом і уникали смерті від його руки. Наприкінці 1981 — на початку 1982 були захоплені чотирма смертежерами, що катували їх закляттям «Круціатус» до тих пір, поки Лонґботоми не збожеволіли.

Френк та Аліса Лонґботоми на знімку першого Ордену Фенікса

Мають сина Невіла. Згідно з пророцтвом Сивіли Трелоні, ворогом Волдеморта мав стати хлопчик, що народився у липні від батьків, що тричі билися із Волдемортом. Під це пророцтво підходили два хлопчики — Гаррі Поттер і Невіл Лонґботом. І Невіл не загинув лише через те, що Волдеморт першим вирішив вбити Гаррі Поттера.
Невіл фактично виріс сиротою при живих батьках, оскільки Френк та Аліса знаходяться в лікарні Святого Мунґо (шансів на їх одужання майже немає). Вони не впізнають рідного сина. Але Аліса, якимсь шостим чуттям, постійно передає Невілові обгортки від гумки, цукерок, намагаючись піклуватись про сина.

### Арабелла Фіґ
Вперше з'являється в книжці «Гаррі Поттер і філософський камінь». Дурслі лишали Гаррі Поттера вдома у Арабелли, коли самі святкували щось не вдома:

«недоумкувата стара, що жила за два квартали [від будинку Дурслів]. Гаррі ненавидів її дім. Він до самого даху просмердівся капустою, а місіс Фіґ примушувала його розглядати фотографії усіх котів, які в неї колись були»

Арабелла Фіґ на суді‎

На одинадцятиріччя Дадлі Дурслі Фіґ зламала ногу, перечепившись за кота.
Лише в п'ятій книжці про Гаррі Поттера («Гаррі Поттер і орден Фенікса») Гаррі дізнався, що Фіґ за наказом Дамблдора спостерігала за життям Поттера в Дурслів (Арабелла вибачилася перед Гаррі за те, що йому було так погано в неї вдома — інакше Дурслі не залишали б його у неї).
Арабелла Фіґ — сквиб. Під час подій книги «Гаррі Поттер і Орден Фенікса» разом із Манданґусом Флечером пильнувала безпеку Гаррі Поттера. Однак Манданґус зник у відповідальний момент, тому Арабелла сама намагалася допомогти Гаррі Поттерові та Дадлі Дурслі після нападу на них дементорів.
З'являється під час похорон Албуса Дамблдора.

### Манданґус Флетчер
Знає все про шахраїв, оскільки сам до них належить. Заборгував Албусові Дамблдору, тому вірно служив Ордену Фенікса.
У книжці «Гаррі Поттер і Орден Фенікса» йому було доручено разом із Арабеллою Фіґ спостерігати за Гаррі Поттером. Але через вигідну угоду із дешевими котлами, залишив свій піст. За це Фіґ побила його своєю сумкою (адже вона нічим не могла зарадити Гаррі під час нападу дементорів).
Після загибелі Сіріуса Блека обікрав його будинок (Площа Ґримо, 12) — під час торгівлі краденими речами у Гоґсміді його помітив Гаррі Поттер.